# ایندیانوولا (میسیسیپی)
ایندیانوولا (به انگلیسی: Indianola) شهری در ایالت میسیسیپی کشور ایالات متحده آمریکا است که جمعیت آن در سرشماری سال ۲۰۱۰ میلادی، ۱۰٬۶۸۳
نفر بوده‌است.